# Brasserie Nationale
Brasserie Nationale is een bierbrouwerij in Bascharage, Luxemburg. 
Hier worden de bieren van de merken Bofferding en Battin gebrouwen. Naast bediening aan de lokale markt, worden ook bieren naar  België, Frankrijk en China geëxporteerd. 
De Brasserie Nationale is ontstaan in het jaar 1975, na de fusie tussen twee brouwerijen: Brasserie Bofferding (opgericht in 1842 door Jean-Baptiste Bofferding) en Brasserie Funck-Bricher (opgericht in 1764).
Begin 21e eeuw werd Brasserie Battin (opgericht 1937) opgekocht en in 2005 werd de productie van de Battin-bieren van Esch-sur-Alzette naar Bascharage verplaatst.

## Bieren
- Bofferding
  - Bofferding Pils
  - Bofferding Hausbéier (pilsener)
  - Bofferding Christmas (donker bier, alleen verkrijgbaar in kerstperiode)
  - Bofferding Fréijoersbéier (ongefilterd bier, allen verkrijgbaar in het voorjaar)
  - Funck-Bricher
- Battin
  - Battin Gambrinus
  - Battin Extra
  - Battin Fruité (fruitbier)